# Айдіал (Джорджія)
Айдіал (англ. Ideal) — місто (англ. city) в США, в окрузі Мейкон штату Джорджія. Населення — 407 осіб (2020).

## Географія
Айдіал розташований за координатами 32°22′22″ пн. ш. 84°11′20″ зх. д. / 32.37278° пн. ш. 84.18889° зх. д. (32.372878, -84.189014).  За даними Бюро перепису населення США в 2010 році місто мало площу 2,99 км², з яких 2,96 км² — суходіл та 0,03 км² — водойми.

## Демографія
Згідно з переписом 2010 року, у місті мешкало 499 осіб у 179 домогосподарствах у складі 110 родин. Густота населення становила 167 осіб/км².  Було 248 помешкань (83/км²).
Расовий склад населення:
| - 66,1 % — чорних або афроамериканців - 29,5 % — білих - 0,6 % — азіатів - 0,2 % — корінних американців - 1,4 % — осіб інших рас |

До двох чи більше рас належало 2,2 %. Частка іспаномовних становила 1,0 % від усіх жителів.
За віковим діапазоном населення розподілялося таким чином: 17,8 % — особи молодші 18 років, 59,8 % — особи у віці 18—64 років, 22,4 % — особи у віці 65 років та старші. Медіана віку мешканця становила 49,4 року. На 100 осіб жіночої статі у місті припадало 83,5 чоловіків;  на 100 жінок у віці від 18 років та старших — 85,5 чоловіків також старших 18 років.
Середній дохід на одне домашнє господарство  становив 24 588 доларів США (медіана — 15 000), а середній дохід на одну сім'ю — 28 925 доларів (медіана — 22 708). За межею бідності перебувало 48,7 % осіб, у тому числі 69,3 % дітей у віці до 18 років та 20,0 % осіб у віці 65 років та старших.
Цивільне працевлаштоване населення становило 124 особи. Основні галузі зайнятості: освіта, охорона здоров'я та соціальна допомога — 51,6 %, виробництво — 22,6 %, фінанси, страхування та нерухомість — 8,9 %, публічна адміністрація — 4,8 %.